# Communauté de communes du Béarn des Gaves

Intercommunalités des Pyrénées-Atlantiques depuis 2018.

La communauté de communes du Béarn des Gaves est une communauté de communes française située dans le département des Pyrénées-Atlantiques dans la région Nouvelle-Aquitaine.

## Histoire
La communauté de communes est créée au 1er janvier 2017. Elle est formée par fusion de la communauté de communes de Salies-de-Béarn, de la communauté de communes de Sauveterre-de-Béarn et de la communauté de communes du canton de Navarrenx.
Il s'articule autour des villes historiques de Navarrenx, Sauveterre-de-Béarn et Salies-de-Béarn. Les bastides, les remparts, les cités médiévales ainsi que les chemins de Saint- Jacques-de-Compostelle valent le label Pays d'Art et d'Histoire au Béarn des gaves.
Navarrenx, bénéficiaire du label Les plus beaux villages de France, est aussi la première cité bastionnée de France avec son patrimoine militaire encore bien conservé. La ville est aussi une étape sur le chemin de Saint-Jacques-de-Compostelle.
Sauveterre-de-Béarn, cité médiévale présentant des vestiges témoignant d’un lieu de séjour des Princes de Béarn, domine le gave d’Oloron.
Salies-de-Béarn, la cité du sel est renommée pour ses thermes et la remise en forme. La ville comporte de vieilles maisons sur pilotis et des demeures du 17e siècle et 18e siècle, elle a aussi conservé des édifices de la belle époque.

## Territoire communautaire

### Géographie
Située au nord  du département des Pyrénées-Atlantiques, la communauté de communes du Béarn des Gaves regroupe 53 communes et présente une superficie de 442 km2.

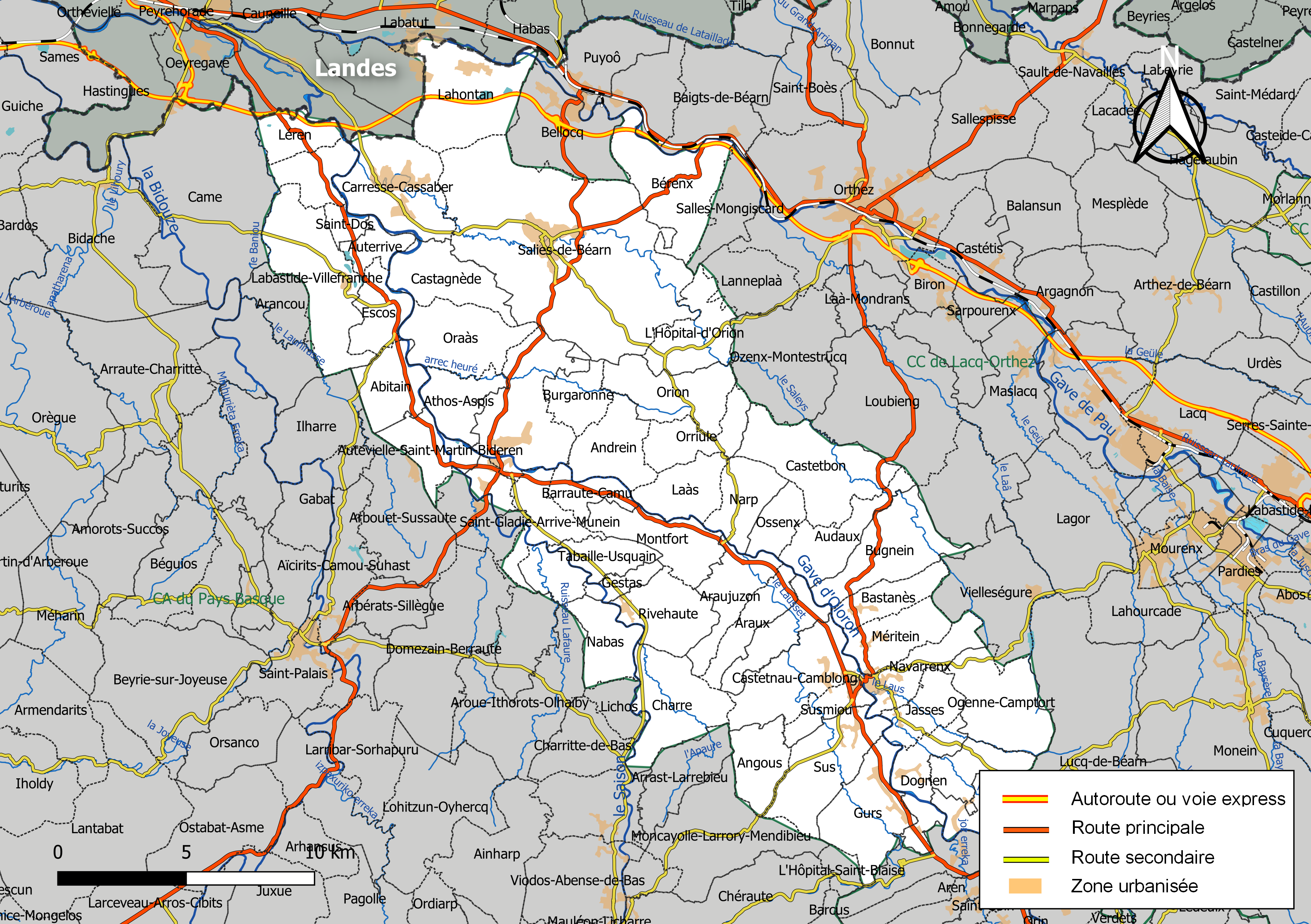
Carte de la communauté de communes du Béarn des Gaves au 1er janvier 2019.

### Composition

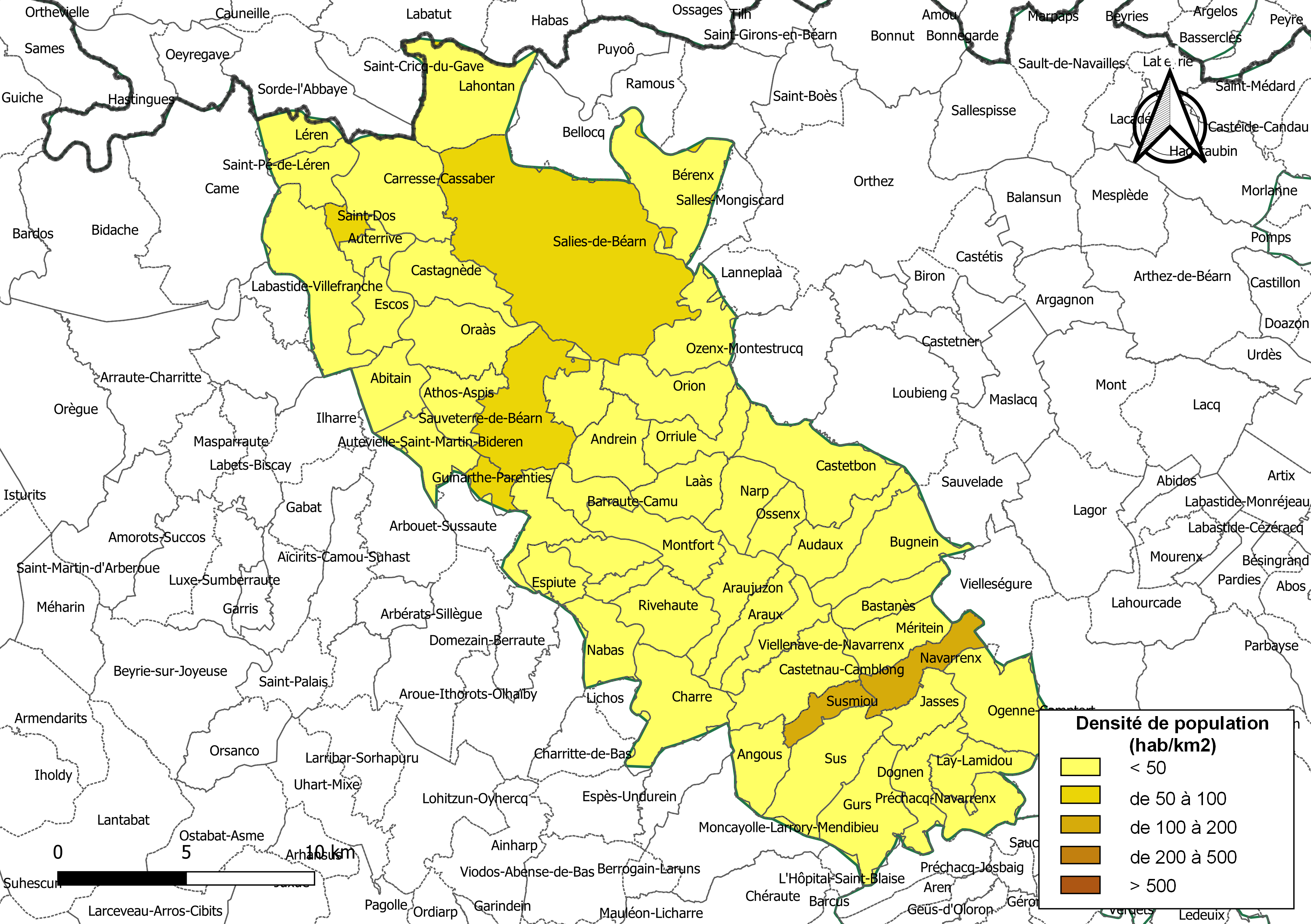
Carte des densités de population (millésimée 2016) des communes de la communauté de communes du Béarn des Gaves. Composition en communes au 1er janvier 2019.

La communauté de communes est composée des 53 communes suivantes :

| Nom                             | Code Insee | Gentilé                          | Superficie (km2) | Population (dernière pop. légale) | Densité (hab./km2) |
| ------------------------------- | ---------- | -------------------------------- | ---------------- | --------------------------------- | ------------------ |
| Salies-de-Béarn (siège)         | 64499      | Salisien                         | 52,08            | 4 642 (2022)                      | 89                 |
| Abitain                         | 64004      | Abitainois                       | 6,59             | 115 (2022)                        | 17                 |
| Andrein                         | 64022      | Andreinais                       | 7,8              | 138 (2022)                        | 18                 |
| Angous                          | 64025      | Angousien                        | 6,22             | 94 (2022)                         | 15                 |
| Araujuzon                       | 64032      | Araujuzonais                     | 6,92             | 185 (2022)                        | 27                 |
| Araux                           | 64033      | Aragnais                         | 5,4              | 134 (2022)                        | 25                 |
| Athos-Aspis                     | 64071      | Athosais                         | 5,9              | 211 (2022)                        | 36                 |
| Audaux                          | 64075      | Audauxois                        | 7,33             | 168 (2022)                        | 23                 |
| Auterrive                       | 64082      | Auterriverain                    | 3,08             | 143 (2022)                        | 46                 |
| Autevielle-Saint-Martin-Bideren | 64083      | Auteviellois                     | 5,87             | 213 (2022)                        | 36                 |
| Barraute-Camu                   | 64096      | Barrautois                       | 3,94             | 187 (2022)                        | 47                 |
| Bastanès                        | 64099      | Bastanésiens                     | 5,26             | 96 (2022)                         | 18                 |
| Bérenx                          | 64112      | Bérenxois                        | 13,59            | 423 (2022)                        | 31                 |
| Bugnein                         | 64149      | Bugneinnois                      | 11,36            | 227 (2022)                        | 20                 |
| Burgaronne                      | 64151      | Burgaronnais                     | 5,27             | 98 (2022)                         | 19                 |
| Carresse-Cassaber               | 64168      | Carressiens-Cassaberriens        | 13,91            | 662 (2022)                        | 48                 |
| Castagnède                      | 64170      | Castagnèdois                     | 8,33             | 200 (2022)                        | 24                 |
| Castetbon                       | 64176      | Castetbonnais                    | 14,2             | 152 (2022)                        | 11                 |
| Castetnau-Camblong              | 64178      | Castetnangeois ou Castetnaugeois | 11,37            | 456 (2022)                        | 40                 |
| Charre                          | 64186      | Charrois                         | 11,41            | 220 (2022)                        | 19                 |
| Dognen                          | 64201      | Dognénois                        | 6,79             | 230 (2022)                        | 34                 |
| Escos                           | 64205      | Escossois                        | 5,61             | 237 (2022)                        | 42                 |
| Espiute                         | 64215      | Espiutois                        | 4,09             | 110 (2022)                        | 27                 |
| Gestas                          | 64242      | Jeztaztar                        | 2,19             | 75 (2022)                         | 34                 |
| Guinarthe-Parenties             | 64251      | Guinarthais                      | 2,48             | 225 (2022)                        | 91                 |
| Gurs                            | 64253      | Gursois                          | 10,96            | 418 (2022)                        | 38                 |
| L'Hôpital-d'Orion               | 64263      | Hospitaliens                     | 8,47             | 131 (2022)                        | 15                 |
| Jasses                          | 64281      | Jassois                          | 5,22             | 149 (2022)                        | 29                 |
| Laàs                            | 64287      | Laàssois                         | 6,46             | 138 (2022)                        | 21                 |
| Labastide-Villefranche          | 64291      | Bastidots                        | 15,27            | 332 (2022)                        | 22                 |
| Lahontan                        | 64305      | Lahontannais                     | 14,64            | 531 (2022)                        | 36                 |
| Lay-Lamidou                     | 64326      | Layais                           | 5,47             | 126 (2022)                        | 23                 |
| Léren                           | 64334      | Lérenots                         | 4,57             | 211 (2022)                        | 46                 |
| Méritein                        | 64381      | Mériteinois                      | 6,9              | 279 (2022)                        | 40                 |
| Montfort                        | 64403      | Montfortois                      | 8,64             | 189 (2022)                        | 22                 |
| Nabas                           | 64412      | Nabasar                          | 6,4              | 84 (2022)                         | 13                 |
| Narp                            | 64414      | Narpois                          | 6,33             | 122 (2022)                        | 19                 |
| Navarrenx                       | 64416      | Navarrais                        | 6,21             | 1 046 (2022)                      | 168                |
| Ogenne-Camptort                 | 64420      | Ogennois et Camptoriens          | 11,81            | 242 (2022)                        | 20                 |
| Oraàs                           | 64423      | Oraàssiens                       | 10,57            | 187 (2022)                        | 18                 |
| Orion                           | 64427      | Orionnais                        | 9,8              | 148 (2022)                        | 15                 |
| Orriule                         | 64428      | Orriulais                        | 6,36             | 142 (2022)                        | 22                 |
| Ossenx                          | 64434      | Ossenxois                        | 4,02             | 52 (2022)                         | 13                 |
| Préchacq-Navarrenx              | 64459      | Préchacquais                     | 5,1              | 179 (2022)                        | 35                 |
| Rivehaute                       | 64466      | Ribaltar                         | 8,41             | 271 (2022)                        | 32                 |
| Saint-Dos                       | 64474      | Sendosien                        | 1,84             | 159 (2022)                        | 86                 |
| Saint-Gladie-Arrive-Munein      | 64480      | Saint-Gladiens                   | 6,53             | 198 (2022)                        | 30                 |
| Saint-Pé-de-Léren               | 64494      | Lérennois                        | 5,31             | 268 (2022)                        | 50                 |
| Sauveterre-de-Béarn             | 64513      | Sauveterrien                     | 14,54            | 1 361 (2022)                      | 94                 |
| Sus                             | 64529      | Sussois                          | 11,5             | 383 (2022)                        | 33                 |
| Susmiou                         | 64530      | Susmiterains                     | 3,5              | 351 (2022)                        | 100                |
| Tabaille-Usquain                | 64531      | Tabaillais-Usquindars            | 4,5              | 47 (2022)                         | 10                 |
| Viellenave-de-Navarrenx         | 64555      | Viellenavais-Navarreins          | 5,68             | 162 (2022)                        | 29                 |

### Démographie
| 1968   | 1975   | 1982   | 1990   | 1999   | 2008   | 2013   | 2019   |
| ------ | ------ | ------ | ------ | ------ | ------ | ------ | ------ |
| 18 937 | 18 673 | 17 896 | 17 284 | 16 778 | 17 248 | 17 712 | 17 413 |

## Administration
| Période      | Période  | Identité    | Étiquette | Qualité                                    |
| ------------ | -------- | ----------- | --------- | ------------------------------------------ |
| janvier 2017 | En cours | Jean Labour |           | Maire de Sauveterre-de-Béarn (depuis 1995) |